# Peter Crusebjörn (död 1686)
Peter Crusebjörn, död 1686, var en svensk lagman och militär.

## Biografi
Peter Crusebjörn var son till residenten Peter Crusebjörn i Moskva och Gertrud Rosenstierna. Han var kapten i oktober 1657 och major 1668 vid Södermanlands regemente. Crusebjörn var landsdomare i Halland och Blekinge 11 januari 1678 och i Skåne 15 november 1679. Lagman i Blekingska lagsagan 1683-1686. Han avled 1686.
Crusebjörn ägde gården Årup i Ivetofta socken.

### Familj
Crusebjörn var gift med Riborre Holck. Hon var dotter till Ejlert Holck och Riborre Bille. De fick tillsammans barnen fänriken Ejlert Crusebjörn vid Artilleriet i Stralsund, majoren Eskil Crusebjörn (1670–1723) vid Tyska livregementet till fot och livdrabanten Peter Crusebjörn (död 1701) vid Skaraborgs regemente.